# 蒂龙·希尔
蒂龙·希尔（英語：Tyrone Hill，1968年3月19日—），美国NBA联盟前职业篮球运动员。他在1990年的NBA选秀中第1轮第11顺位被金州勇士选中。